# Franz Beckert
Franz Beckert, född 13 mars 1907 i Titisee-Neustadt, Tyskland , död 7 september 1973 i Titisee-Neustadt, Tyskland, var en tysk gymnast.
Han blev olympisk guldmedaljör 1936.